# Kalven
Ne doit pas être confondu avec Kalven (Kvinnherad) ou Kalven (Masfjorden).
Kalven est une île norvégienne du comté de Hordaland appartenant administrativement à Kjerrgarden.

## Description
Rocheuse et couverte d'une légère végétation, elle s'étend sur environ 272 m de longueur pour une largeur approximative de 146 m. Accessible uniquement par bateau, elle comporte six habitations.